# Edmond Dulac
Pour les articles homonymes, voir Dulac.
Edmond Dulac, également dit Edmund Dulac au Royaume-Uni, est un illustrateur franco-britannique, né le 22 octobre 1882 à Toulouse et mort le 25 mai 1953 à Londres.
Il est l'une des figures majeures de l'âge d'or de l'illustration au Royaume-Uni, au même titre qu'Arthur Rackham, William Heath Robinson ou Kay Nielsen. Il s'est également engagé dans la création de timbres-poste en créant l'effigie philatélique du roi George VI et une Marianne émise lors de la Libération de la France. 
Émigré au Royaume-Uni en 1905, il prend la nationalité britannique en 1912.

## Biographie

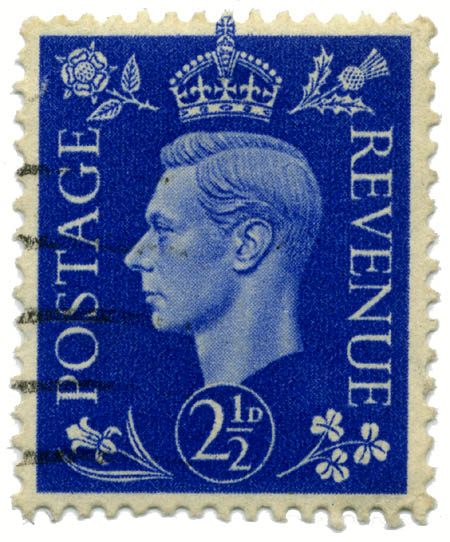
Sur ce timbre de 1937, l'effigie du roi George VI par Dulac s'inscrit dans un décor créé par Eric Gill.

### Formation à Toulouse et à Paris
Issu d'une famille de la bourgeoisie toulousaine , Edmond grandit dans un milieu sensible à l'art. Son père, drapier de profession, restaure parfois des tableaux, tandis que son oncle maternel importe des œuvres d'art orientales : estampes japonaises, miniatures persanes et indiennes.
L'enfant dessine très tôt et effectue sa scolarité au petit lycée de Toulouse. En 1899, il obtient son baccalauréat et entre à l'université de Toulouse en droit. Parallèlement, il suit les cours de l'École des beaux-arts de Toulouse où il reçoit de nombreux prix durant l'année 1900. Cette réussite l'encourage à quitter l'université et à suivre pleinement l'enseignement académique de l'École des beaux-arts de Toulouse, alors dirigée par Jean-Paul Laurens.
En 1902, il obtient un petit prix municipal de peinture avec la toile Marcus dans les marais de Minturne. Tandis qu'il parfait sa formation, Edmond commence des travaux d'illustration pour des programmes ou des revues telles L'Effort, Le Télégramme ou L'Âme latine.
En 1903, il reçoit le deuxième prix municipal de peinture, dit aussi prix Suau pour son tableau Salammbô dans la tente de Mâtho, d'après le roman de Gustave Flaubert. Une bourse accompagne ce prix et lui permet d'aller à Paris où il entre à l'académie Julian. En 1904 il expose le portrait de sa grand-mère au Salon de printemps, tableau qu'il avait exposé à Toulouse en 1903. Mais Dulac est déçu par le style qui est enseigné à l'Académie Julian il ne fréquente les cours que trois semaines et décide de partir tenter sa chance dans l'illustration britannique.

### Carrière en Angleterre
Il traverse donc la Manche en 1905, à l'âge de 22 ans, après avoir transformé l'orthographe de son nom en Edmund, pour obtenir un contrat d'illustrateur.
À cette époque l'industrie du livre est florissante grâce aux évolutions techniques qui permettent d'augmenter la productivité et de réduire les coûts. La gravure sur bois est remplacée dans un premier temps par la chromolithographie, puis par la photographie. 
À son arrivée, Edmund Dulac est embauché par le Pall Mall Magazine mais aussi par l'éditeur J. M. Dent pour lequel il illustre l'intégralité des œuvres des sœurs Brontë. Son travail attire alors l'attention des Leicester galleries de Londres qui lui commandent des illustrations pour les Mille et Une Nuits : Stories from the Arabian Nights. Les éditeurs Hodder & Stoughton, séduits par son travail, voient en lui un autre Arthur Rackham qui est alors un illustrateur admiré et renommé.
Dès 1907, un contrat lie donc Dulac à Hodder & Stoughton qui publient alors les ouvrages dont les illustrations originales, pour la plupart des aquarelles, sont exposées aux Leicester Galleries. S'ensuit pour Dulac une période faste où il intègre le London Sketch Club.
Il fait également la rencontre de son mécène Sir Edmund Davis et du poète William Butler Yeats qui devient l'un de ses meilleurs amis. Les publications de livres d'étrennes se succèdent chez Hodder & Stoughton, Dulac acquiert renommée, respectabilité et bientôt la nationalité britannique, le 17 février 1912.
La même année, un voyage en Méditerranée lui permet de découvrir la Grèce et les vestiges de son art archaïque, puis Malte, Tunis et Alger.
Cette vision de la Grèce et de l'Afrique du nord modifie son style qui emprunte avec les années de plus en plus d'éléments à l'Orient.
Grand amoureux de l'estampe japonaise et de la miniature persane, Dulac exprime dès son retour à Londres ce changement dans les illustrations pour Princess Badoura (1913) et Simbad the Sailor and other Tales from the Arabian Nights (1914).
Pendant la Grande Guerre, Dulac participe bénévolement à l'effort de guerre par ses illustrations. Il commence également à participer à des ballets et mises en scène de théâtre pour lesquelles il réalise décors, costumes, voire musique, comme pour At the Hawk's Well de William Butler Yeats.
L'après-guerre apporte la crise du livre de luxe illustré et Dulac doit exercer des travaux de caricatures pour The Outlook de 1919 à 1920, puis accepter le contrat du magazine américain The American Weekly.
Il réalise pour celui-ci des séries de couvertures thématiques entre 1924 et 1950.
Malgré quelques travaux d'illustrations, dont ceux pour The Green Lacquer pavilion, roman d'Helen Beauclerck, sa nouvelle compagne depuis 1922, la subsistance de Dulac devient de plus en plus difficile.
Ses créations se réalisent alors pour du mobilier, des cartes à jouer, des boîtes de chocolat ou de biscuits, des revues, des médailles de prix, des billets de banque ou des timbres. 
En 1937, le roi George VI et le Post Office choisissent une effigie du roi dessinée et sculptée en bas-relief par Dulac pour les timbres britanniques d'usage courant. Décrivant le dessin, son biographe, Colin White, écrit que « Dulac a donné au roi les traits classiques d'un jeune héros grec ! »
Au début de la Seconde Guerre mondiale, fin 1940, Dulac est présenté au général de Gaulle à Londres. Il réalise alors les timbres des colonies ralliées à la France libre. Par la suite, de Gaulle lui demande de concevoir un timbre destiné à servir quand la France serait libérée : la Marianne de Dulac, dite aussi « de Londres », dont Dulac présente un projet à de Gaulle en 1942 et dont l’impression est confiée à l’imprimeur londonien De La Rue en 1943. Il dessine également deux billets, avec la même effigie, de 500 et 1000 francs pour le même imprimeur, et la « série 1943 » des premiers billets de la Caisse centrale de la France d'outre-mer.
En 1946, Le Limited Edition Club lui propose un contrat de plusieurs ouvrages de luxe illustrés. Il réalise pour eux ses dernières illustrations dont celles pour The Golden Cockerel d'Alexandre Pouchkine, mais décède en 1953 avant la parution des Comus de John Milton.
Il meurt à Londres le 25 mai 1953.

## Publications
Le service patrimoine écrit de la bibliothèque de Toulouse conserve la quasi-totalité des ouvrages illustrés par E. Dulac :
- Poèmes des mois : almanach pour 1898 (Eli Clavel, Edmon Dulac, Vincenot (eds.)), Toulouse, impr. Vialelle et Perry
- Contes des mille et une nuits adaptés (Edmond Dulac (ed.)), Paris, H. Piazza
- Poèmes des mois : almanach pour 1898 par les poètes de l'Effort [Jean Viollis, Emmanuel Delbousquet, Marc Lafargue, Fernand Pradel etc.] ; avec treize grandes lettres ornées, dessinées par Élie Clavel et Edmond Dulac, gravées par Vincenot, Toulouse
- Laurence Housman, Stories from the Arabian Nights, Londres, Hodder and Stoughton, 1907
- William Shakespeare, La Tempête, Paris, H. Piazza, 1910
- Charles Perrault, La Belle au bois dormant et quelques autres contes de jadis, Paris, Ed. d'Art H. Piazza, 1910
- Omar Hayyam, Rubaiyat, Paris, Ed. d'Art H. Piazza, 1910
- Arthur Quiller-Couch, The Sleeping Beauty and Other Fairy Tales from the Old French : retold by Sir Arthur Quiller-Couchs, Londres, Hodder & Stoughton, 1910
- Hans Christian Andersen, La Reine des neiges et quelques autres contes, trad. du danois par L. Moland, Paris, H. Piazza, 1911
- Edgar Allan Poe, Les Cloches et quelques autres poèmes, Paris, H. Piazza, 1913
- La Princesse Badourah : conte des mille et une nuits, Paris, H. Piazza, 1914
- The Dreamer of Dreams (Marie (reine de Roumanie)), Londres, Hodder and Stoughton, 1915
- Contes et légendes des Nations Alliées (Conte pour l, Emond Dulac (eds.)), Paris, H. Piazza, 1917
- Sindbad le marin et d'autres contes des Mille et une nuits ; illustrés par Edmond Dulac (Edmond Dulac (ed.)), Paris, H. Piazza, 1919
- Léonard Rosenthal et Edmond Dulac, Au royaume de la perle, Paris, H. Piazza, 1920
- Michel Rhune, L'Île enchantée : conte d'après Shakespeare, Paris, Ed. Piazza, vers 1920
- Charles Guyot, La Toison d'or et quelques autres contes de la Grèce ancienne, Paris, H. Piazza, 1921
- Histoire d'Aladin ou la Lampe merveilleuse (Edmond Dulac, Antoine Galland (eds.)), Quimper, Ed. Corentin, coll. « Les Belles images », 1994 (ISBN 978-2-909771-07-6)
- La Petite Sirène ; suivi de Conte du vent (Edmond Dulac, Louis Moland (eds.)), Quimper, Ed. Corentin, coll. « Les plus beaux contes illustrés », 1996 (ISBN 978-2-909771-07-6)
- Le Jardin du paradis et autres contes (Edmond Dulac, Louis Moland (eds.)), Quimper, Ed. Corentin, coll. « Les plus beaux contes illustrés », 1996, 75 p. (ISBN 978-2-909771-28-1)

Autres ouvrages illustrés :
- Romans des sœurs Brontë, 1907

## Influences
Dans sa jeunesse, Dulac témoigne d'un attrait pour l'Orient à travers ses croquis et dessins.
En 1905, l'influence symboliste s'estompe et laisse place à un mouvement dans le domaine de l'illustration anglaise inspiré par l'enfance et les mythes. 
Dulac a été principalement influencé par l'illustrateur anglais Arthur Rackham à l'apogée de sa carrière lors de son arrivée.  Tous deux sont inspirés par des thèmes oniriques et féériques parfois inquiétants mais leur technique diffère Rackham accordant une plus grande importance au dessin alors que Dulac privilégie la couleur.

## Postérité
Ayant effectué la majeure partie de sa carrière en Angleterre, Dulac est peu connu en France. C'est grâce à la revue L'Illustration que son œuvre commença à être appréciée en France. Il a fallu attendre 2008 pour qu'une exposition lui soit entièrement consacrée.
- Gérard d'Houville (ill. Edmond Dulac), « Le papillon rouge », L'Illustration,‎ décembre 1909, p. 13-16 (lire en ligne).
- Paul Verlaine (ill. Edmond Dulac), « Les fêtes galantes », L'Illustration,‎ décembre 1910, p. 13-18 (lire en ligne).
- André Dumas (ill. Edmond Dulac), « Figures d'Orient », L'Illustration,‎ décembre 1911, p. 5-9 (lire en ligne).
- Alfred de Musset (ill. Edmond Dulac), « Venise », L'Illustration,‎ décembre 1912, p. 5-9 (lire en ligne).
- « Quatre chansons du vieux temps » (ill. Edmond Dulac), L'Illustration,‎ décembre 1913, p. 6-11 (lire en ligne).